# Louis Begeman
Louis Begeman (1 març 1882, Evansville, Indiana, EUA - 18 maig 1958, Cedar Falls, Iowa, EUA) fou un físic estatunidenc que inicià la determinació de la càrrega elèctrica elemental sota la direcció de Robert A. Millikan.
Begeman es graduà a l'Evansville High School in 1882. Fou professor en escoles rurals entre 1883 i 1886. Es graduà a la Universitat de Michigan el 1889 i el 1897, i aconseguí el grau de doctor el 1910 a la Universitat de Chicago amb la tesi Experimental Determination of the Charge of an Electron by the Cloud Methode realitzada sota la direcció de Robert Andrews Millikan. Entre 1895 i 1899 fou professor de Física i Química al Parsons College, Fairfield, Iowa, després passà al Iowa State Teachers College, on hi fou professor fins que es jubilà. Fou cap del departament de Física entre 1908 i 1912 i del departament de Física i Química entre 1912 to 1935. El 1935 fou nomenat professor emèrit i continuà treballant fins al curs 1956-57. El 1923 publicà el llibre de text Everyday Physical Science on presentava les nocions bàsiques de física, química i astronomia.